# Casinaria virgata
Casinaria virgata là một loài tò vò trong họ Ichneumonidae.